# Pilar Delgado
María del Pilar Delgado Peregrino (Ciudad de México, 15 de marzo de 1966) es una actriz y modelo mexicana. Su inclinación por la danza y la actuación la llevaron a estudiar danza contemporánea en el Instituto Nacional de Bellas Artes. Inicia su carrera en televisión en Imevisión (la televisora que actualmente es Televisión Azteca) y ahí es descubierta por un productor de Televisa y comienza a actuar en distintas series de la "Barra cómica" del Canal 2 (actualmente el Canal de las Estrellas). Participó con Sergio Corona en las cápsulas del sorteo 'Trís' en vivo desde la Lotería Nacional de México.

## Cine
- El día de las sirvientas (1989)
- El mil hijos (1989)
- Durazo, la verdadera historia (1988)
- Agente 0013: Hermelinda Linda 2 (1986)
- La mafia tiembla (1986)

## Televisión
- Nosotros los Gómez (1988)
- Hospital de la risa (1986)
- Las aventuras de Lenguardo (1985)
- Mi secretaria (1985)
- Salón de belleza (1985)
- Soltero en el aire (1984)

Territorio de Departamento del Distrito Federal

- Las aventuras de Cerebrón y sus amigos (1983)

## Teatro
- El Don Juan Tenorio de la risa de Paco Stanley (1982-1989)

## Club nocturno
- Show de Luis de Alba
- Show de Pompín Iglesias
- Show de Joaquín García Vargas
- Show de Sergio D'Fasio
- Show de Isabel Martínez "La Tarabilla"